# Herb Tasmanii

Herb Tasmanii

Herb Tasmanii – herb jednego z sześciu australijskich stanów, został nadany mu przez króla Jerzego V w roku 1917, a jego oficjalna proklamacja nastąpiła dwa lata później. Mobilia umieszczone na tarczy herbowej symbolizują główne gałęzie gospodarki stanu. Łan pszenicy reprezentuje rolnictwo, heraldyczny piorun hydroenergetykę, a baran branżę wełniarską. Na tarczy znalazły się też płody rolne: jabłka i chmiel. Nad tarczą znajduje się czerwony lew, zaczerpnięty z heraldyki angielskiej. Jedna z jego przednich łap spoczywa na kilofie i łopacie, co symbolizuje tasmańską branżę górniczą. Po obu stronach tarczy znajdują się trzymacze w postaci – wymarłych już – wilkoworów tasmańskich. Pod tarczą umieszczono szarfę z łacińską dewizą Ubertas et fidelitas – Urodzajność i wierność.